# Telstar in het seizoen 1967/68
Het seizoen 1967/1968 was het vijfde jaar in het bestaan van de Velsense betaaldvoetbalclub Telstar. De club kwam uit in de Eredivisie en eindigde daarin op de elfde plaats. Tevens deed de club mee aan het toernooi om de KNVB Beker, hierin werd in de tweede ronde verloren van FC Twente (2–3).

## Wedstrijdstatistieken

### Eredivisie
|       | ADO   | Ajax  | DOS   | DWS   | Feijenoord | Fortuna '54 | Go Ahead | GVAV  | MVV   | NAC   | N.E.C. | PSV   | Sittardia | Sparta | FC Twente '65 | Volendam | Xerxes/DHC '66 |
| ----- | ----- | ----- | ----- | ----- | ---------- | ----------- | -------- | ----- | ----- | ----- | ------ | ----- | --------- | ------ | ------------- | -------- | -------------- |
| Thuis | 0 – 0 | 0 – 3 | 1 – 0 | 1 – 1 | 1 – 2      | 3 – 1       | 2 – 1    | 0 – 3 | 0 – 0 | 4 – 0 | 2 – 0  | 2 – 1 | 1 – 1     | 1 – 3  | 4 – 1         | 2 – 1    | 2 – 2          |
| Uit   | 2 – 1 | 3 – 0 | 4 – 0 | 3 – 1 | 2 – 0      | 1 – 1       | 3 – 1    | 1 – 0 | 3 – 2 | 2 – 1 | 2 – 0  | 0 – 1 | 1 – 4     | 1 – 1  | 4 – 2         | 0 – 2    | 3 – 0          |

### KNVB Beker
| Groepsfase                                        | RCH                                             | 2 – 1 (0 – 1) | Telstar                              |
| 31 december 1967 Plaats: Heemstede Sportparklaan  | Ruud Geestman Herman Seegers                    |               | Gerrie de Goede                      |
| Groepsfase                                        | EDO                                             | 0 – 2 (0 – 1) | Telstar                              |
| 25 februari 1968 Plaats: Haarlem Noordersportpark |                                                 |               | 39' Leo van Straaten Tjeerd Kort     |
| Groepsfase                                        | Telstar                                         | 2 – 0 (2 – 0) | Haarlem                              |
| 24 maart 1968 Plaats: Velsen Schoonenberg         | Tjeerd Kort Ruud Geestman 30'                   |               |                                      |
| 2e ronde                                          | FC Twente                                       | 3 – 2 (3 – 0) | Telstar                              |
| 28 april 1968 Plaats: Enschede Het Diekman        | Jan Jeuring 20' Dick van Dijk 36' Epi Drost 43' |               | 56' Leo van Straaten 88' Nico Jonker |

## Statistieken Telstar 1967/1968

### Eindstand Telstar in de Nederlandse Eredivisie 1967 / 1968
| Stand | Gespeeld | Gewonnen | Gelijk | Verloren | Punten | Doelpunten voor | Doelpunten tegen |
| ----- | -------- | -------- | ------ | -------- | ------ | --------------- | ---------------- |
| 11e   | 34       | 11       | 7      | 16       | 29     | 43              | 55               |

### Topscorers
| #      | Naam            | Goal |
| ------ | --------------- | ---- |
| 1.     | Dick Bond       | 10   |
| 2.     | Ger Clement     | 8    |
| 3.     | Paul van Egmond | 4    |
| 3.     | Ruud Geestman   | 4    |
| 3.     | Nico Jonker     | 4    |
| 3.     | Tjeerd Kort     | 4    |
| 7.     | Jan Boekestein  | 3    |
| 8.     | Gerrie Althoff  | 2    |
| 8.     | Fred André      | 2    |
| 10.    | Ko Bakker       | 1    |
| 10.    | Hassie van Wijk | 1    |
| Totaal | Totaal          | 43   |

| #      | Naam             | Goal |
| ------ | ---------------- | ---- |
| 1.     | Tjeerd Kort      | 2    |
| 1.     | Leo van Straaten | 2    |
| 3.     | Ruud Geestman    | 1    |
| 3.     | Gerrie de Goede  | 1    |
| 3.     | Nico Jonker      | 1    |
| Totaal | Totaal           | 7    |

## Voetnoten
ADO ·
Ajax ·
DOS ·
DWS ·
Feijenoord ·
Fortuna '54 ·
Go Ahead ·
GVAV ·
MVV ·
NAC ·
N.E.C. ·
PSV ·
Sittardia ·
Sparta ·
Telstar ·
FC Twente '65 ·
Volendam ·
Xerxes/DHC '66